# Santana (együttes)
A Santana egy amerikai rockegyüttes, amelyet Carlos Santana alapított 1966-ban San Franciscóban. A zenekar a latin rock, blues rock, pszichedelikus rock, acid rock, Chicano rock, fúziós jazz és yacht rock műfajokban játszik. Eddig 25 nagylemezt adtak ki. Sűrűek voltak a tagcserék az együttesben, mindössze Carlos Santana az egyetlen folyamatos tag. 47 millió albumot adtak el az USA-ban, és mintegy 100 milliót világszerte. 1998-ban az együttest beiktatták a Rock and Roll Hall of Fame tagjai közé. 2000-ben hat Grammy-díjat nyertek egy éjszaka alatt, és három Latin Grammy-díjat is nyertek.

## Diszkográfia
- Santana (1969)
- Abraxas (1970)
- Santana III (1971)
- Caravanserai (1972)
- Welcome (1973)
- Borboletta (1974)
- Amigos (1976)
- Festivál (1977)
- Moonflower (1977)
- Inner Secrets (1978)
- Marathon (1979)
- Zebop! (1981)
- Shangó (1982)
- Beyond Appearances (1985)
- Freedom (1987)
- Spirits Dancing in the Flesh (1990)
- Milagro (1992)
- Supernatural (1999)
- Shaman (2002)
- All That I Am (2005)
- Guitar Heaven (2010)
- Shape Shifter (2012)
- Corazón (2014)
- Santana IV (2016)
- Africa Speaks (2019)
- Blessings and Miracles (2021)